# Magnistipula cuneatifolia
Magnistipula cuneatifolia är en tvåhjärtbladig växtart som beskrevs av Lucien Leon Hauman. Magnistipula cuneatifolia ingår i släktet Magnistipula och familjen Chrysobalanaceae. IUCN kategoriserar arten globalt som akut hotad. Inga underarter finns listade i Catalogue of Life.